# آنری ریبول
آنری ریبول (فرانسوی: Henri Ribul‎؛ زادهٔ ۱ مارس ۱۹۴۱) بازیکن فوتبال اهل فرانسه بود.
وی همچنین در تیم ملی فوتبال فرانسه بازی کرده‌است.